# Chillicothe (Illinois)
Chillicothe es una ciudad ubicada en el condado de Peoria en el estado estadounidense de Illinois. En el Censo de 2010 tenía una población de 6097 habitantes y una densidad poblacional de 434,65 personas por km².

## Geografía
Chillicothe se encuentra ubicada en las coordenadas 40°54′58″N 89°30′10″O / 40.91611, -89.50278. Según la Oficina del Censo de los Estados Unidos, Chillicothe tiene una superficie total de 14.03 km², de la cual 13.29 km² corresponden a tierra firme y (5.26%) 0.74 km² es agua.

## Demografía
Según el censo de 2010, había 6097 personas residiendo en Chillicothe. La densidad de población era de 434,65 hab./km². De los 6097 habitantes, Chillicothe estaba compuesto por el 96.9% blancos, el 0.25% eran afroamericanos, el 0.21% eran amerindios, el 0.28% eran asiáticos, el 0.08% eran isleños del Pacífico, el 1.18% eran de otras razas y el 1.1% pertenecían a dos o más razas. Del total de la población el 4.12% eran hispanos o latinos de cualquier raza.